# Lelex unholtzi
Lelex unholtzi är en fjärilsart som beskrevs av Bang-haas 1934. Lelex unholtzi ingår i släktet Lelex och familjen praktfjärilar. Inga underarter finns listade i Catalogue of Life.